# Државна химна Републике Тува
Државна химна Републике Туве (тув:Мен тыва мен) је национална химна Републике Туве у Руској Федерацији. Усвојена је 11. августа 2011. године.
- Стихови – Bayantsagaan Oohiy
- Композиција –Olonbayar Gantomir

## Текстови песама

### Оригинални текст (тувански)
Арт–арттың оваазынга

Дажын салып чалбарган

Таңды, Саян ыдыынга

Агын өргээн тыва мен.

Кожумаа:

Мен – тыва мен,

Мөңге харлыг дагның оглу мен.

Мен – тыва мен,

Мөңгүн суглуг чурттуң төлү мен.

Өгбелерим чуртунда

Өлчей тарып иженген,

Өткүт хөөмей ырынга

Өөрүп талаан тыва мен.

Кожумаа

Аймак чоннар бүлези

Акы–дуңма найыралдыг,

Депшилгеже чүткүлдүг

Демниг чурттуг тыва мен.

Кожумаа

## Српски превод
На јајима најсветијег превоја
Положио је камен, молећи се
Свети врхови Танде, Сајана
Ја, Тувинац, попрскао сам се белим млеком.
понављање
Ја сам Туван
Син вечно снежних планина
Ја сам Туван
Ћерка земље сребрних река.

У домовини древних предака
Чвор среће везан
Уз звонку песму Хоомеија
Очаран сам - Туван.
понављање
Људи у једној породици,
Као браћа, ми смо блиски пријатељи.
Тежња ка напретку
Ја, Тувинац, имам уједињену земљу.
понављање

## Извор
1. ↑  https://web.archive.org/web/20160305235645/http://tuvaculture.ru/culture-news/241-men-tyva-men-gosudarstvennyj-gimn-respubliki-tyva.html
2. ↑  https://web.archive.org/web/20120713063648/http://gov.tuva.ru/page.aspx